# Gert Steinheimer
Gert Steinheimer (* 7. Juli 1944 in Ottenhöfen im Schwarzwald) ist ein deutscher Filmregisseur und Drehbuchautor.
Gert Steinheimer wuchs in Mannheim auf. Dort war er am Nationaltheater als Beleuchtungsmeister tätig. In den 1960er und 1970er Jahren schrieb und inszenierte er Theaterstücke für verschiedene Theater. Ab Anfang der 1980er Jahre wurde er fürs ZDF tätig, überwiegend mit Dokumentar- und Kurzfilmen. 1986 kam er zum Südwestfunk, wo er erste größere Fernsehfilme realisierte. Für die Miniserie Atlantis darf nicht untergehen! wurde er 1989 mit dem Adolf-Grimme-Preis in Silber ausgezeichnet.

## Filmografie (Auswahl)
- 1986: Zweikampf
- 1988: Gaukler
- 1988: Atlantis darf nicht untergehen! (Fernsehserie, 6 Folgen)
- 1989: Liebe, Tod und Eisenbahn
- 1991: Killer
- 1993: Das Tier
- 1994: Schwarz greift ein (Fernsehserie, 6 Folgen)
- 1997: Sterben ist gesünder
- 1998–2002: Die Männer vom K3 (Fernsehserie, 5 Folgen)
- 2002: Zweikampf
- 2003–2017: Großstadtrevier (Fernsehserie, 19 Folgen)
- 2010: Black Forest